# Pier Belloni
Pier Belloni (Fidenza, 6 settembre 1965) è un regista televisivo italiano.

## Carriera
Inizia a lavorare nel mondo del cinema a fine anni ottanta come assistente alla regia prima di Bruno Cortini in A Home in Rome e Colletti bianchi ed in seguito di Giacomo Battiato in  Volevamo essere gli U2 e Cronaca di un amore violato. Fra gli anni ottanta e novanta lavora come direttore del cast ed aiuto regista in altre produzioni cinematografiche, televisive e pubblicitarie.
Ha debuttato come regista nel 2000 di un episodio della serie televisiva Questa casa non è un albergo, con Sabina Ciuffini, realizzandone anche la sceneggiatura. In seguito ha curato la regia di altre serie televisive italiane, come  R.I.S. 3 - Delitti imperfetti (2007), Squadra antimafia - Palermo oggi (2009), Un paradiso per due (2010) e Il silenzio dell'acqua (2019-2020).